# Шарль Арман де Гонто Бірон
Шарль Арман де Гонто Бірон (фр. Charles de Gontaut-Biron, 1562 — 31 липня 1602) — французький військовий діяч, перший отримав звання головний маршал Франції. Адмірал Франції.

## Життєпис

### Військова кар'єра
Народився у 1562 році у місті Сен-Бланкар. Син Армана де Гонто-Бірона, маршала Франції. Залишився католиком, незважаючи на спробу матері та тітки перетягнути його до протестантизму. Військову кар'єру розпочав під орудою батька. Став одним з найближчих друзів Генріха IV Бурбона. Звитяжив битвах при Арці у 1598 році, Іврі у 1590 році. Того ж року отримує звання генерал-майора. У 1592 році здобув перемогу при Омалі та зайняв Руан. За це отримує звання адмірала Франції та Бретані. У 1593 році був послом при дворі англійської королеви Єлизавети I.
Сприяв встановленню влади Генріха IV у Парижі та у всій північній Франції. Призначається у 1594 році маршалом Франції. Того ж року придушив заколот герцога Генріха Майєнського у Бургундії. Потім з успіхом воював з іспанцями у Пікардії та Артуа, зокрема переміг ворога у 1595 році при Фонтенуа. У 1596 році спустошив Артуа, взявши величезні трофеї. Відвоював Ам'єн у 1597 році, розбивши тут іспанського військовика кардинала Альберта Габсбурга. У 1598 році — губернатор Бургундії. Того ж року стає герцогом та пером.
У 1598 році отримує призначення послом до Брюсселя. Тут веде перемовини з Іспанією та Савойєю проти Генріха IV. По поверненню до Франції Бірон відмовився від своїх планів. Тоді ж король надає йому звання головного маршала Франції. У 1599 році Бірон очолював французьку армію у війні проти герцога Савойського. Здобув тут блискучу перемогу, захопивши майже усі землі ворога та домігшись у 1601 році вигідного миру.

### Змова
У 1601 році вступив до нової змови проти короля, але після зустрічі з королем у Ліоні зумів виправдатися. Проте через декілька днів отримав від герцога Савойського нову пропозицію, згідно з якою Бірон мав би одружитися з савойською принцесою, отримати 500 тисяч екю, стати володарем герцогства Бургундії та пфальцграфства Бургундія. Водночас однією з причин участі Бірона у змові було те, що король часто принижував військові заслуги Бірона, кепкував щодо начебто старовинності роду Гонто та із батька Бірона.
У 1602 році після викриття за допомогою біронового слуги Жака Ла Нокля чергової змови (Бірон об'єднався з графом Карлом Оверньським й герцогом Геріхом Бульйонським) король викликав Бірона на розмову, бажаючи отримати зізнання того, щоб помилувати. Втім останній усе заперечував. Тоді було віддано наказ стосовно арешту Бірона, який здійснив капітан гвардії Вітрі. Його було страчено 31 липня 1602 року.